# Emerik Feješ
Emerik Feješ (Osijek, 3. studenog 1904. – Novi Sad, 8. srpnja 1969.) bio je hrvatski naivni slikar. 

## Životopis
Jedno vrijeme radio je kao trgovac starim predmetima staretinar. Godine 1949. počinje slikati. Slikao je najviše prema predlošcima starih ilustracija i razglednica.
Izlagao je samostalno u Zagrebu (1956.), Novom Sadu (1956., 1958.) i Beogradu (1957., 1969.).

### Članci
- Šurina, Božena. 1998. Feješ, Emerik. Hrvatski biografski leksikon. Zagreb.  journal zahtijeva |journal= (pomoć)

## Vanjske poveznice
- Hrvatski muzej naivne umjetnosti  Arhivirana inačica izvorne stranice od 26. ožujka 2012. (Wayback Machine) Reprodukcije slika
- www.nacional.hr  Arhivirana inačica izvorne stranice od 4. ožujka 2010. (Wayback Machine) Članak o hrvatskoj naivnoj umjetnosti
- Muzej naivne i marginalne umetnosti  Arhivirana inačica izvorne stranice od 10. travnja 2011. (Wayback Machine) Životopisi bibliografija (srpski)
- emericfejes.blogspot.com Životopis i reprodukcije slika (engleski)